# Saint-Rémy-du-Val
Saint-Rémy-du-Val település Franciaországban, Sarthe megyében. Lakosainak száma 498 fő (2022. január 1.). Saint-Rémy-du-Val Neufchâtel-en-Saosnois, Ancinnes, Livet-en-Saosnois, Louvigny, Les Mées, Saosnes, Vezot és Villaines-la-Carelle községekkel határos.

## Népesség
A település népessége az elmúlt években az alábbi módon változott:
| Lakosok száma | 558  | 531  | 534  | 512  | 509  | 501  | 500  | 499  | 498  |
|               | 2013 | 2015 | 2016 | 2017 | 2018 | 2019 | 2020 | 2021 | 2022 |